# Campanedda
Campanedda is een plaats (frazione) in de Italiaanse provincie Sassari.